# آرسدورف
آرسدورف (به لاتین: Arsdorf) یک منطقهٔ مسکونی در لوکزامبورگ است که در رامبروک واقع شده‌است.